# Bernard Moraly
Pour les articles homonymes, voir Moraly.
Bernard Moraly (né le 19 juin 1957 à Alger à l'époque en Algérie française et aujourd'hui en Algérie) est un joueur de football français qui évoluait au poste de milieu défensif, avant de devenir ensuite entraîneur.

## Biographie

### Carrière de joueur
Bernard Moraly est formé au Stade saint-germanois puis au Paris Saint-Germain. Il joue ensuite au Paris FC, puis avec le club de Grenoble Dauphiné pendant six saisons. Il termine sa carrière dans les clubs de Saint-Dizier et Sedan.
Il dispute 21 matchs en Ligue 1, et 199 en Ligue 2, pour 22 buts.

### Carrière d'entraîneur
Il fut entraîner de l'équipe reserve de Norcap Grenoble entre 1993 et 1996.